# Lasque
Pour les articles homonymes, voir Lasque.
Lasque est une ancienne commune française du département des Pyrénées-Atlantiques. En 1843, la commune fusionne avec Boueilh et Boueilho pour former la nouvelle commune de Boueilh-Boueilho-Lasque.

## Géographie

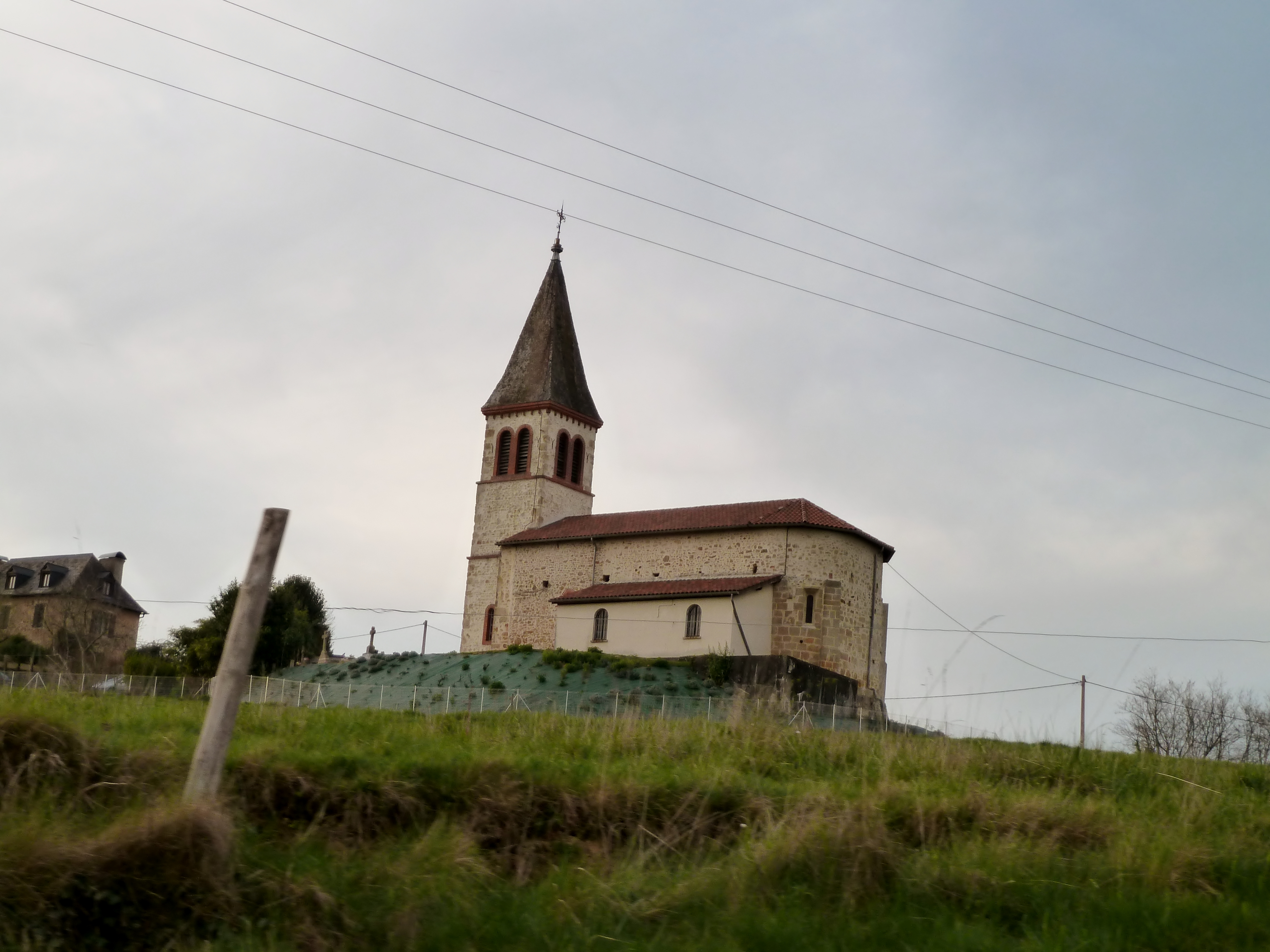
L'église Saint-Martin

Lasque est situé au nord du département, au sud-ouest de Garlin.

## Toponymie
Le toponyme Lasque est mentionné en 1863 dans le dictionnaire topographique Béarn-Pays basque.

## Démographie
| 1793 | 1800 | 1806 | 1821 | 1831 | 1836 |
| ---- | ---- | ---- | ---- | ---- | ---- |
| 221  | 227  | -    | 212  | 230  | 233  |

## Culture locale et patrimoine

### Patrimoine civil
L'édifice fortifié, dit Moutha, sis au lieu-dit Roquefort, date des XIIIe et XIVe siècles.
Un château datant du XVIIIe siècle se dresse au lieu-dit Fortisson.
Le village présente un ensemble de fermes et de maisons datant des XVIIIe et XIXe siècles. 

### Patrimoine religieux
L'église Saint-Martin a été reconstruite au début du XXe siècle, mais son abside provient du XIIe siècle. Elle recèle du mobilier inscrit à l'Inventaire général du patrimoine culturel.

## Pour approfondir